# Snapphanar!
Snapphanar! är den sjunde boken i författaren Kim Kimselius serie om Theo och Ramona och gavs ut 2006. Handlingen utspelar sig under snapphanarnas tid på 1600-talet i Skåne. Kimeslius har skrivit ytterligare en bok om snapphanar med titeln Snapphaneresan.